# Córdova (Filipinas)
Córdova é um município de terceira classe de renda municipal (d) na província Cebu, nas Filipinas. De acordo com o censo de 1 de maio  de  2020 possui uma população de 70 595 pessoas e 16 299 domicílios. Faz divisa com a cidade de Cidade do Lapu-Lapu e é banhada pelo Mar de Camotes. A Cidade foi estabelecida pelo governador-geral espanhol Rafael Echague em 22 de maio de 1863.

## Bairros
A município filipina de Córdova é dividida nos seguintes Bairros, ordenados decrescentemente por área:
- Alegría
- Bangbang
- Buagsong
- Catarmán
- Cogon
- Dapitan
- Day-as
- Ibabao
- Gabi
- Gilutongan (e ilhas)
- Pilipog
- Población
- San Miguel